# Irina Michalčenková
Irina Stanislavivna Michalčenková (ukrajinsky Ірина Станіславівна Михальченко, Iryna Stanislavivna Mychaľčenko; * 20. ledna 1972 Novokuzněck (SSSR)) je ukrajinská atletka, narozená v Kemerské oblasti na Sibiři (SSSR). Od počátku své sportovní kariéry reprezentovala Ukrajinu. Její specializací byl skok do výšky.
Mezi její největší úspěchy na mezinárodní scéně patří 5. místo na halovém MS 2003 v Birminghamu, 5. místo na letních olympijských hrách v Athénách v roce 2004 a 12. místo na MS v atletice 2005 v Helsinkách.
V roce 2002 skončila na evropském šampionátu v Mnichově na 9. místě. Na následujícím ME v atletice v Göteborgu o čtyři roky později obsadila výkonem 195 cm 6. místo. V letech 2002, 2004 a 2005 se stala vítězkou prestižního výškařského mítinku v Eberstadtu.

## Osobní rekordy
Dvoumetrovou hranici dosáhla či překonala ve své kariéře celkově třikrát.
- hala – 201 cm – 15. srpen 2003, Curych finále
- venku – 201 cm – 17. červenec 2004, Eberstadt finále[4]
- hala – 200 cm – 12. září 2004, Berlín ISTAF, finále